# Giat
Giat település Franciaországban, Puy-de-Dôme megyében. Lakosainak száma 791 fő (2022. január 1.). Giat Basville, Flayat, Saint-Merd-la-Breuille, La Celle, Condat-en-Combraille, Fernoël, Saint-Étienne-des-Champs, Verneugheol és Voingt községekkel határos.

## Népesség
A település népességének változása:
| Lakosok száma | 848  | 829  | 887  | 816  | 807  | 797  | 796  | 793  | 791  |
|               | 2013 | 2015 | 2016 | 2017 | 2018 | 2019 | 2020 | 2021 | 2022 |